# Högi állomás
Högi (Hoegi) állomás föld feletti metróállomás a szöuli metró 1-es, Kjongi–Csungang (Gyeongi–Jungang) és Kjongcshun (Gyeongchun) vonalán, és egyúttal a Kjongvon (Gyeongwon) vasútvonal állomása is. A közelben található a Kjonghi (Gyeonghui) Egyetem.

## Viszonylatok
| 1-es vonal                                                                        | 1-es vonal                                             | 1-es vonal                                                                                               |
| --------------------------------------------------------------------------------- | ------------------------------------------------------ | --- |
| Hanguk Idegennyelvi Egyetem Szojoszan (Soyosan) és Kvangun (Gwangun) Egyetem felé | Kjongvon (Gyeongwon) szakasz személy- és expresszvonat | Cshongnjangni (Cheongnyangni) Incshon (Incheon), Szodongthan (Seodongtan) vagy Sincshang (Sinchang) felé |
| Kjongi–Csungang (Gyeongui–Jungang)                                                |                                                        | |
| Cshongnjangni (Cheongnyangni) Munszan (Munsan) felé                               | Csungang (Jungang) vonal                               | Csungnang (Jungnang) Csiphjong (Jipyeong) felé                                                           |
| Cshongnjangni (Cheongnyangni) Munszan (Munsan) felé                               | Csiphjong (Jipyeong) expressz                          | Szangbong (Sangbong) Csiphjong (Jipyeong) felé                                                           |
| Kjongcshun (Gyeongchun) vonal                                                     |                                                        | |
| Cshongnjangni (Cheongnyangni) végállomás felé                                     | Kjongcshun (Gyeongchun) vonal                          | Csungnang (Jungnang) Cshuncshon (Chuncheon) felé                                                         |
| Korail                                                                            |                                                        | |
| Cshongnjangni (Cheongnyangni) Jongszan (Yongsan) felé                             | Kjongvon (Gyeongwon) vonal                             | Hanguk Idegennyelvi Egyetem Pengmagodzsi (Baengmagoji) felé                                              |